# Carlisle United Football Club 2013-2014
Questa voce raccoglie le informazioni riguardanti il Carlisle United Football Club nelle competizioni ufficiali della stagione 2018-2019.

## Rosa
| N. |                        | Ruolo | Calciatore        |
| -- | ---------------------- | ----- | ----------------- |
| 1  | Inghilterra (bandiera) | P     | Mark Gillespie    |
| 2  | Inghilterra (bandiera) | D     | Conor Townsend    |
| 3  | Inghilterra (bandiera) | D     | Matty Robson      |
| 4  | Inghilterra (bandiera) | D     | Chris Chantler    |
| 5  | Inghilterra (bandiera) | D     | Danny Livesey     |
| 6  | Ghana (bandiera)       | C     | Prince Buaben     |
| 7  | Inghilterra (bandiera) | A     | David Amoo        |
| 8  | Inghilterra (bandiera) | C     | Liam Noble        |
| 9  | Scozia (bandiera)      | A     | Lee Miller        |
| 11 | Inghilterra (bandiera) | A     | Danny Cadamarteri |
| 12 | Inghilterra (bandiera) | C     | Paul Thirlwell    |
| 14 | Inghilterra (bandiera) | C     | Josh Gillies      |
| 15 | Inghilterra (bandiera) | D     | Mike Edwards      |

| N. |                        | Ruolo | Calciatore       |
| -- | ---------------------- | ----- | ---------------- |
| 16 | Inghilterra (bandiera) | D     | Brad Potts       |
| 17 | Inghilterra (bandiera) | A     | Mark Beck        |
| 19 | Inghilterra (bandiera) | C     | David Symington  |
| 20 | Inghilterra (bandiera) | P     | Greg Fleming     |
| 21 | Irlanda (bandiera)     | C     | James Berrett    |
| 22 | Inghilterra (bandiera) | A     | Nathan Eccleston |
| 23 | Inghilterra (bandiera) | D     | Sean O'Hanlon    |
| 26 | Inghilterra (bandiera) | C     | Jack Lynch       |
| 29 | Inghilterra (bandiera) | A     | Lewis Guy        |
| 31 | Irlanda (bandiera)     | C     | Leon McSweeney   |
| 39 | Francia (bandiera)     | D     | Pascal Chimbonda |
|    | Spagna (bandiera)      | A     | Nacho Novo       |

## Risultati

### Football League One
| Colchester 23 agosto 2013, ore 19:45 BST 4ª giornata | Colchester Utd | 1 – 1 referto | Carlisle Utd | Colchester Community Stadium (3 573 spett.)\| Arbitro: \| Gavin Ward \| |
| Arbitro:                                             | Gavin Ward     |               |              |                                                                         |

| Gillingham 2 novembre 2013, ore 15:00 GMT 15ª giornata | Gillingham         | 1 – 0 | Carlisle Utd | Priestfield Stadium (5 697 spett.)\| Arbitro: \| Charles Breakspear \| |
| Arbitro:                                               | Charles Breakspear |       |              |                                                                        |

| Carlisle 18 gennaio 2014, ore 15:00 GMT 26ª giornata | Carlisle Utd    | 2 – 4 referto | Colchester Utd | Brunton Park Stadium (3 688 spett.)\| Arbitro: \| Chris Sarginson \| |
| Arbitro:                                             | Chris Sarginson |               |                |                                                                      |

| Carlisle 8 febbraio 2014, ore 15:00 GMT 31ª giornata | Carlisle Utd | 1 – 2 | Gillingham | Brunton Park Stadium (3 584 spett.)\| Arbitro: \| Mark Heywood \| |
| Arbitro:                                             | Mark Heywood |       |            |                                                                   |